# Isle-Saint-Georges
Isle-Saint-Georges é uma comuna francesa na região administrativa da Nova Aquitânia, no departamento da Gironda. Estende-se por uma área de 4,36 km². Em 2010 a comuna tinha 526 habitantes (densidade: 120,6 hab./km²).